# Südkoreanische Basketballnationalmannschaft der Damen
Die südkoreanische Basketballnationalmannschaft der Damen ist die Auswahl südkoreanischer Basketballspielerinnen, welche die Korea Basketball Association auf internationaler Ebene, beispielsweise in Freundschaftsspielen gegen die Auswahlmannschaften anderer nationaler Verbände, aber auch bei internationalen Wettbewerben repräsentiert. Größte Erfolge waren der Gewinn der Silbermedaille bei den olympischen Basketballwettbewerben 1984 und den Weltmeisterschaften 1967 und 1979. Im Jahr 1955 trat der nationale Verband dem Weltverband Fédération Internationale de Basketball (FIBA) bei. Im November 2013 wurde die Mannschaft als zweitbeste asiatische Mannschaft nach China auf dem elften Rang der Weltrangliste der Frauen geführt.

## Internationale Wettbewerbe

### Südkorea bei Weltmeisterschaften
Die Mannschaft Südkoreas konnte sich bisher 15-mal für eine Weltmeisterschaft qualifizieren:
| - 1953: nicht teilgenommen - 1957: nicht teilgenommen - 1959: nicht teilgenommen - 1964: 8. Platz | - 1967: Silber - 1971: 4. Platz - 1975: 5. Platz - 1979: Silber | - 1983: 4. Platz - 1986: 10. Platz - 1990: 11. Platz - 1994: 10. Platz | - 1998: 13. Platz - 2002: 4. Platz - 2006: 13. Platz - 2010: 8. Platz | - 2014: 13. Platz - 2018: 14. Platz - 2022: 10. Platz |

### Südkorea bei Olympischen Spielen
Bisher gelang es der Mannschaft siebenmal, sich für die olympischen Basketballwettbewerbe zu qualifizieren:
| - 1976: nicht qualifiziert - 1980: nicht qualifiziert - 1984: Silber - 1988: 7. Platz | - 1992: nicht qualifiziert - 1996: 10. Platz - 2000: 4. Platz - 2004: 12. Platz | - 2008: 8. Platz - 2012: nicht qualifiziert - 2016: nicht qualifiziert - 2020: 10. Platz - 2024: nicht qualifiziert |

### Südkorea bei Asienmeisterschaften
Südkorea ist die einzige Mannschaft, die an allen 28 Austragungen der Asienmeisterschaft teilgenommen hat. Dabei war die Mannschaft zwölfmal siegreich, verlor elfmal das Finale (zweimal gegen Japan sowie neunmal gegen China) und erreichte dreimal den dritten Platz.
| - 1965: Asienmeister - 1968: Asienmeister - 1970: Vize-Asienmeister - 1972: Asienmeister - 1974: Asienmeister - 1976: Vize-Asienmeister - 1978: Asienmeister - 1980: Asienmeister | - 1982: Asienmeister - 1984: Asienmeister - 1986: Vize-Asienmeister - 1988: Asienmeister - 1990: Vize-Asienmeister - 1992: Vize-Asienmeister - 1994: Vize-Asienmeister - 1995: Vize-Asienmeister | - 1997: Asienmeister - 1999: Asienmeister - 2001: 3. Platz - 2004: 3. Platz - 2005: Vize-Asienmeister - 2007: Asienmeister - 2009: Vize-Asienmeister - 2011: Vize-Asienmeister | - 2013: Vize-Asienmeister - 2015: 3. Platz - 2017: 4. Platz - 2019: 4. Platz - 2021: 4. Platz - 2023: 5. Platz |

## Kader
| Spieler | Spieler      | Spieler           | Spieler | Spieler | Spieler  | Spieler                |
| Nr.     | Name         | Geburt            | Größe   | Info    | Einsätze | Verein                 |
| ------- | ------------ | ----------------- | ------- | ------- | -------- | ---------------------- |
|         |              | Guards (PG, SG)   |         |         |          |                        |
| 6       | Hong Aran    | 02.04.1992        | 174     |         |          | KB Stars               |
| 8       | Shin Yihun   | 12.09.1995        | 174     |         |          | KEB Hanabank           |
| 13      | Lee Seungah  | 25.05.1992        | 175     |         |          | Wooribank Hansae       |
|         |              | Forwards (SF, PF) |         |         |          |                        |
| 4       | Kim Sion     | 29.05.1995        | 177     |         |          | KDB Life Winnus        |
| 5       | Kim Youn-joo | 18.04.1986        | 178     |         |          | Shinhan S-Birds        |
| 7       | Hong Boram   | 01.10.1988        | 178     |         |          | KEB Hanabank           |
| 10      | Bae Hye-yoon | 10.06.1989        | 182     |         |          | Samsung Life Blue Minx |
| 11      | Choi Hee-jin | 10.11.1987        | 180     |         |          | Samsung Life Blue Minx |
| 12      | Kang Leeseul | 05.04.1994        | 180     |         |          | KEB Hanabank           |
|         |              | Center (C)        |         |         |          |                        |
| 9       | Kim Sodam    | 04.01.1993        | 185     |         |          | KDB Life Winnus        |
| 14      | Kim Soo-yeon | 17.04.1986        | 183     |         |          | KB Stars               |
| 15      | Park Ji-su   | 06.12.1998        | 195     |         |          | Bundang Highschool     |

| Trainer   | Trainer       | Trainer          |
| Nat.      | Name          | Position         |
| --------- | ------------- | ---------------- |
| Korea Sud | Kim Young-joo | Cheftrainer      |
| Korea Sud | Lee Jeeseung  | Trainerassistent |

| Legende               | Legende            |
| Abk.                  | Bedeutung          |
| --------------------- | ------------------ |
| (C)                   | Mannschaftskapitän |
| Quellen               |                    |
| Ligahomepage          |                    |
| Stand: September 2014 |                    |

| Legende               | Legende            |
| Abk.                  | Bedeutung          |
| --------------------- | ------------------ |
| (C)                   | Mannschaftskapitän |
| Quellen               |                    |
| Ligahomepage          |                    |
| Stand: September 2014 |                    |